# Lindsaea tetragona
Lindsaea tetragona là một loài dương xỉ trong họ Lindsaeaceae. Loài này được K.U. Kramer mô tả khoa học đầu tiên năm 1967.
Danh pháp khoa học của loài này chưa được làm sáng tỏ. 